# 贺建山
贺建山（1916年—2009年1月2日），又名庆年，男，陕西清涧人，中华人民共和国政治人物，曾任甘肃省农业厅厅长、党组书记，甘肃省人大常委会副主任。